# Église Sainte-Benoîte de Falvy
L'église Sainte-Benoîte de Falvy est située dans le centre du village de Falvy, dans le département de la Somme, sur la Somme, au sud de Péronne.

## Historique
L'église Sainte-Benoîte fut construite au XIIe siècle (1140) et remaniée au XVe siècle, époque où Marie de Luxembourg fit construite la chapelle de style gothique. L'église est protégée en tant que monument historique : classement par arrêté du 2 septembre 1907.
Elle fut en grande partie détruite pendant la Première Guerre mondiale, la toiture et les voûtes furent anéanties. Elle fut entièrement restaurée durant l'entre-deux-guerres de 1928 à 1933 sous la direction d'Henri Moreau, architecte des monuments historiques.

## Caractéristiques

### Extérieur
L'église a été construite selon un plan basilical traditionnel avec nef, transept et chœur. Le portail et la nef de cinq travées dont les bas-côtés ont disparu sont de style roman, ainsi que le clocher. Le chœur et la chapelle du midi qui le prolonge est de style gothique flamboyant. Le clocher de la croisée du transept est surmonté d'un toit en flèche recouvert d'ardoises. La façade est percée de deux portails de style roman. Le chœur est de style gothique flamboyant. La chapelle nord de style gothique est éclairée par une fenêtre romane ; la chapelle sud de style gothique, à cinq pans coupés, avait une voûte gothique à dix-huit bras d'ogives .

### Intérieur
L'église conserve plusieurs statues : saint Michel, saint Matthieu, Antoine de Padoue, sainte Thérèse, une pietà polychrome du XVe siècle et un Christ du XVIIe siècle. Les verrières  ont été refaites par Paul Louzier de 1928 à 1933, elles représentent des scènes de la vie de Jésus de Nazareth.

## Photos

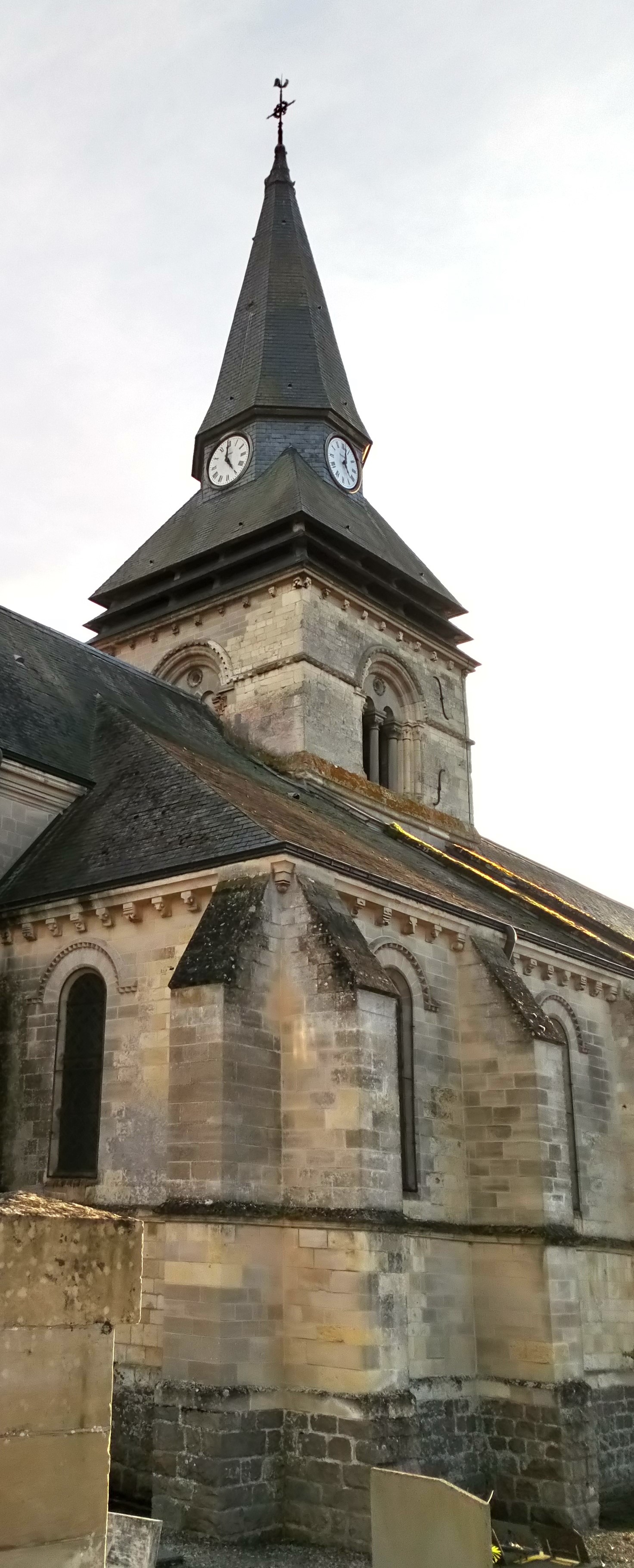
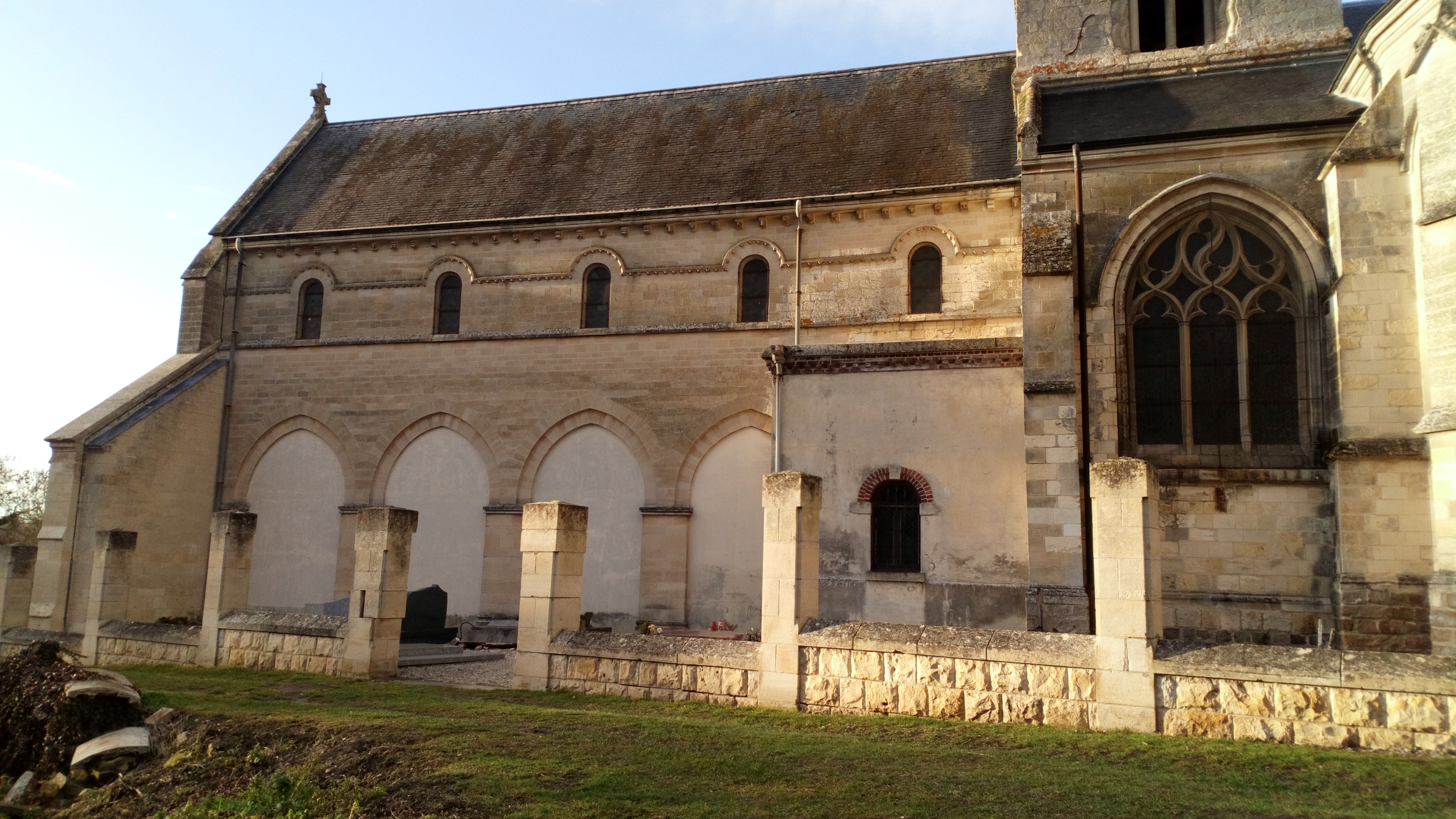
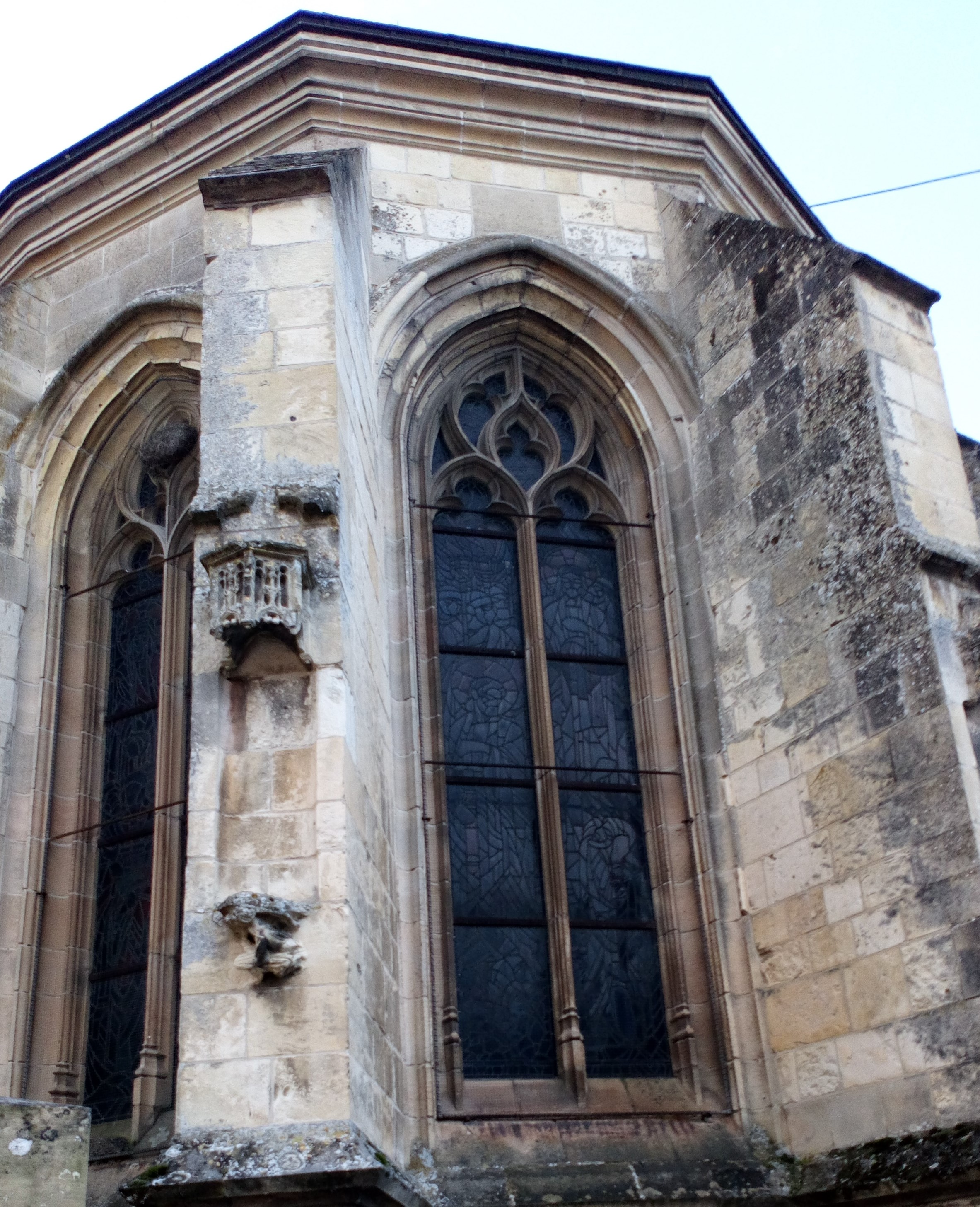